# مقاطعة جنوب سردينيا
مقاطعة جنوب سردينيا (province of South Sardinia) هي مقاطعة في منطقة جزيرة سردينيا المتمتعة بالحكم الذاتي في إيطاليا، تأسست في 4 فبراير 2016. وهي تشمل المقاطعات المكبوتة كاربونيا-إغليسياس وميديو كامبيدانو، وجزء كبير من مقاطعة كالياري القديمة (بدون البلديات السبع عشرة للمدينة الحضرية الجديدة)، وبلديتين أخريين.

## تاريخ المنطقة
تأسست جنوب سردينيا نتيجة لإصلاح القانون في المقاطعات في سردينيا (يسمى القانون الإقليمي 2/2016). وبمجرد تفعيله، فإنه سيشمل معظم المنطقة الجغرافية لكامبيدانو، وسارابوس-جيري، وتريكسينتا، وسولسيس-إيجليسينتي. سيتم تحديد عاصمة المحافظة من قبل أول مجلس محافظة، وكذلك النظام الأساسي للمؤسسة.[بحاجة لمصدر]

خريطة مقاطعة جنوب سردينيا

## الجغرافيا

### البلديات
| المقاطة                               | المناطق والبلديات |
| ------------------------------------- | --- |
| مقاطعة كاربونيا إغليسياس (المجموع 23) | بوجيرو، كالاسيتا، كاربونيا، كارلوفورتي، دوموسنوفاس، فلومينيماجيوري، جيبا، جونيسا، إغليسياس، ماسايناس، موسي، ناركاو، نوكسيس، بيرداكسيوس، بيسيناس، بورتوسكوسو، سان جيوفاني سويرجيو، سانت' آنا أريسي، سانت أنتيوكو، سانتادي، تراتاليا، فيلاماسارجيا، فيلابيروتشيو |
| مقاطعة ميديو كامبيدانو (الجميع 28)    | أربوس، باروميني، كوليناس، فورتي، جينوري، جيستوري، جونوسفاناديجا، جوسبيني، لاس بلاساس، لوناماترونا، بابيلونيس، باولي أرباري، ساماسي، سان جافينو مونريالي، سانلوري، ساردارا، سيجاريو، سيرامانا، سيرينتي، سيتزو، سيدي، تويلي، توري، أوسارامانا، فيلاسيدرو، فيلامار، فيلانوفافورو، فيلانوفافرانكا |
| مقاطعة كالياري                        | أرمونجيا، بالاو، بارالي، بورسي، كاستياداس، ديسيموبوتزو، دوليانوفا، دوموس دي ماريا، دونوري، إسكالابلانو، إسكولكا، إسترزيلي، جيرجي، جيسيكو، غوني، غواماجيوري، غواسيلا، إيسيلي، مانداس، المنستير، مورافيرا، نوراغوس، نورالاو، نورامينيس، نوري، أورولي، أورتاسيسوس، بيمنتل، سادالي، ساماتزاي، سان باسيليو، سان نيكولو جيري، سان سبيريت، سان فيتو، سانت أندريا فريوس، سيليغاس، سينوربي، سيرديانا، سيري، سيولو، سيليكا، سيليوس، سيورجوس دونيجالا، سولمينيس، سولي، تيولادا، يوسانا، فاليرموسا، فيلانوفا تولو، فيلابوتزو، فيلاسالتو، فيلاسيميوس، فيلاسور، فيلاسبيسيوسا |
| مقاطعة أولياسترا                      | سيوي |
| مقاطعة أوريستانو                      | جينوني |

## الحكومة

### قائمة رؤساء مقاطعة جنوب سردينيا
|   | رئيس        | في المنصب     | تر المنصب    | الحزب        |
| - | ----------- | ------------- | ------------ | ------------ |
| - | جورجيو سانا | 4 فبراير 2016 | 1 يناير 2018 | المفوض الخاص |
| - | ماريو موسى  | 1 يناير 2018  | شاغل المنصب  | المفوض الخاص |